# Andrä
Pour les articles homonymes, voir André.
Andrä, André ou maître Andreas, mort vers 1470, est un facteur d'orgue autrichien du XVe siècle.

## Biographie
Mentionné pour la première fois en 1449 lors de l'agrandissement de l'orgue du monastère des Bénédictins de Michaelbeurn (Benediktinerabtei Michaelbeuern), il est facteur d'orgue à Stein en 1450 et prend part aux travaux de l'orgue de l'église Saint-Michel de Vienne.
En 1456, il crée l'orgue de l'église St Aegidius de Brunswick et exerce comme organiste à Salzbourg de 1460 à 1470, année où sa mort est supposée, son épouse faisant des offrandes au monastère Saint-Pierre.